# 秋田県道316号唐松宇津野線
秋田県道316号唐松宇津野線（あきたけんどう316ごう からまつうつのせん）は、秋田県大仙市を通る一般県道である。

## 概要
大仙市協和の淀川の上流、協和ダムの奥から路線が始まる。起点から淀川沿いに、秋田県道28号秋田岩見船岡線の終点に至る。終点では県道28号に直通し、国道13号に接続している。

### 路線データ
- 総延長 : 13.036 km[2]
- 実延長 : 13.036 km[2]
- 起点 : 秋田県大仙市協和船岡字大川前国有林59林班と小班[3]北緯39度40分56.91秒 東経140度28分24.96秒
- 終点 : 秋田県大仙市協和船岡字上宇津野357番167（秋田県道28号秋田岩見船岡線交点）[3]北緯39度39分52.48秒 東経140度20分57.56秒
- 未供用区間 : なし[2]

## 歴史
- 1995年（平成7年）4月1日 - 秋田県道に認定される[3]。

## 路線状況

### 冬期閉鎖区間
- 区間 : 大仙市協和唐松・地内[4]
  - 期日 : 11月下旬 - 翌年5月[5]

### 交通不能区間
- なし[6]

## 地理

### 交差する道路
| 施設名 | 接続路線名                 | 備考 | 所在地                       |
| ------ | -------------------------- | ---- | ---------------------------- |
|        |                            | 起点 | 大仙市協和船岡字大川前国有林 |
|        | 秋田県道28号秋田岩見船岡線 | 終点 | 大仙市協和船岡字上宇津野     |

### 沿線の施設など
- 協和ダム
- 協和スキー場
- 協和温泉